# Bray Wanderers AFC
Bray Wanderers AFC este un club de fotbal din Bray, Comitatul Wicklow, Irlanda.

## Jucători notabili
- Alan Kelly, Sr.

## Palmares
- Cupa Irlandei: 2
  - 1990, 1999
- A doua ligă Irlandeză:
  - Campioni: 1985/86, 1995/96, 1999/00, 01/02
  - Locul 2: 1990/91, 1997/98, 2003